# Polittico di San Martino
Il Polittico di San Martino è un dipinto su tavola (594x363cm) di Bernardo Zenale e Bernardino Butinone, realizzato tra il 1485 e il 1505 e conservato nell'interno della basilica di San Martino a Treviglio, in provincia di Bergamo

## Storia

### Commissione e creazione
Il polittico fu commissionato a Bernardo Zenale e Bernardino Butinone entrambi “de castro Trivilio” dal parroco Simone da San Pellegrino il 26 maggio 1485, contratto firmato con due membri della fabbriceria. La somma che egli s'impegnò a pagare, esorbitante per l'epoca, fu di mille lire imperiali, di cui il prelato s'impegnò a versare personalmente un terzo : “de suis propriis denariis”. Il progetto è così complesso che gli artisti, consapevoli che questa era l'opera della loro vita, impiegarono vent'anni per completarlo.
Il parroco inserì nel contratto delle indicazioni precise circa il suo desiderio di come doveva essere il polittico: 
L'opera venne realizzata dai due maestri trevigliesi dividendosi equamente il lavoro, con l'aiuto di Ambrogio de' Donati per la cornice lignea dorata di tipo bramantesco. Il polittico fu posto sull'altare maggiore verso la fine del 1490. Questa cooperazione tra maestri diversamente specializzati era tipica della cultura medievale e col tempo divenne obsoleta. In Lombardia ad esempio iniziava a scomparire proprio in quegli anni, dopo le rivoluzioni portate da Leonardo da Vinci.

### Collocamento, spostamento e interventi
L'opera, una volta completata, era posta sull'altare maggiore ma, nel corso del Settecento fu spostata ai piedi dell'altare sulla destra. L'opera si venne così a trovare in penombra e anche a questo fattore è dovuto lo straordinario stato di conservazione.
Nella seconda metà del XX secolo il polittico è stato protetto da una barriera di vetro alla base, assieme a svariati affreschi della basilica. Al termine del secolo l'opera è stata dotata di un impianto d'illuminazione temporanea a pagamento.
Nel 2009/2010 è stata restaurato in seguito alcuni problemi di caduta del colore, specie nella predella.
Nel 2023 è stato inaugurato il nuovo spazio espositivo a essa destinato chiamato 'La porta del cielo' in un ex oratorio adiacente alla basilica, che permette una migliore fruizione e la conservazione del delicato capolavoro in un ambiente climatizzato. In esso sono conservate anche alcune sculture provenienti dalla basilica e da altre chiese di Treviglio.
La documentazione gli atti relativi al polittico sono conservati nell'Archivio di Stato di Milano.

## Descrizione e stile
.

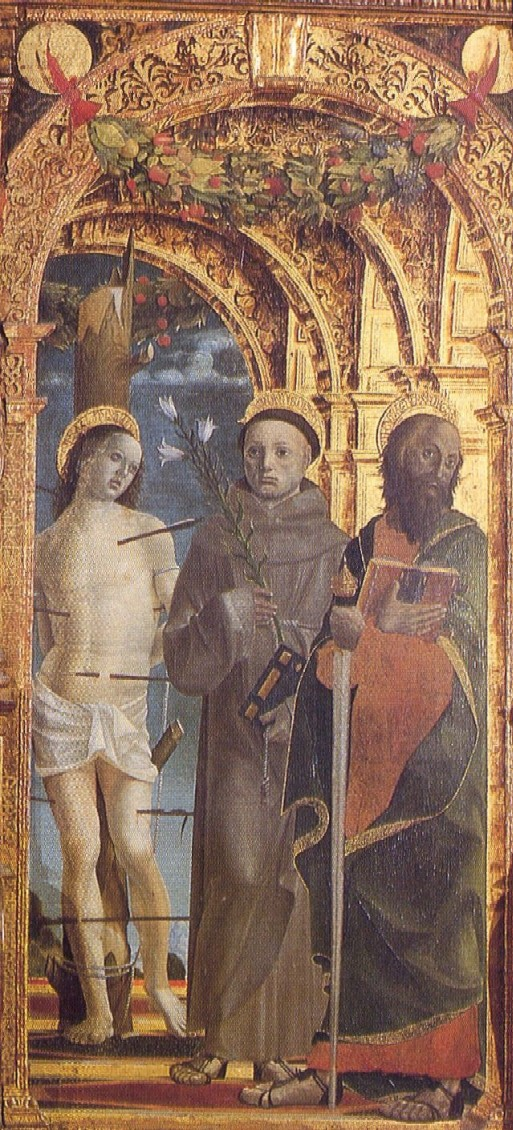
La sezione del polittico in basso a destra con san Sebastiano, sant'Antonio e san Paolo

Si tratta di una grande pala d'altare lignea tra delle più interessanti opere del Rinascimento lombardo, che coniuga i canoni stilistici gotici con quelli compositivi rinascimentali. L'opera è collocata sul lato destro della basilica, vicino alla sagrestia.
L'opera è composta su due registri più predella e timpano che contiene un tondo della Pietà. Ciascun registro è diviso in tre pannelli di dimensioni uguali, che simulano, con l'aiuto della cornice, la presenza di una loggia dove i santi si affacciano in un continuum spaziale. Modelli di questo tipo di rappresentazione illusionistica sono opere di Vincenzo Foppa (tra cui si credeva anche il Polittico di Santa Maria delle Grazie di Bergamo, in realtà databile a dopo il 1500) e soprattutto di Andrea Mantegna, quali la Pala di San Zeno (1457-1459).
Butinone lavorò soprattutto nel pannello centrale superiore con la Madonna col Bambino e in quelli di destra, mentre Zenale in quelli restanti, anche se gli interventi dei due furono mirati a ottenere la maggiore omogeneità possibile.
Il registro inferiore mostra un finto portico aperto sul paesaggio, con tre santi per lato e, al centro, San Martino che dona il mantello, dove il patrono della città a cavallo taglia il proprio indumento per donarlo ad un povero. In alto pendono ghirlande che evidenziano ciò che sta in primo piano: san Martino ad esempio si trova oltre la ghirlanda, come se stesse uscendo dalla pala per andare incontro allo spettatore. La prospettiva è organizzata geometricamente, con il punto di fuga posto più o meno sul ginocchio di Martino al centro del pannello centrale, ma gli scorci in profondità non sono proporzionali: agli artisti stava infatti più a cuore l'effetto scenografico e una generica verosimiglianza piuttosto che l'esattezza matematica. Ai lati si trovano i santi disposti in profondità, come dimostra il diverso appoggio sul pavimento geometrico. A sinistra sono raffigurati san Zeno, san Maurizio e san Pietro, a destra san Sebastiano, sant'Antonio da Padova e san Paolo.
Il registro superiore è organizzato col medesimo punto di fuga, ma mostra da sotto in su le travi dorate del soffitto. Al centro si trova la Vergine in trono col Bambino tra angeli musicanti e con due cherubini in volo che la stanno incoronando; ai lati si trovano due gruppi di tre santi ciascuno, che si affacciano da una ringhiera dipinta scagliandosi lungo una linea diagonale, analogamente a quelli del registro inferiore. A sinistra si trovano santa Lucia, santa Caterina d'Alessandria e santa Maria Maddalena, a destra san Giovanni Battista, santo Stefano e san Giovanni apostolo ed evangelista.
La rappresentazione modernamente rinascimentale è mischiata con l'esuberanza decorativa e il brulicare degli ori legati ancora alla tradizione tardogotica lombarda, creando un interessante ibrido.
La predella è composta da tre scene principali, intervallate, sui pilastri, da quattro figure di santi a mezzo busto: san Girolamo, san Gregorio, sant'Ambrogio e sant'Agostino. Le scene sono dedicate alla vita di Cristo e mostrano l'Adorazione del Bambino, la Crocifissione e la Resurrezione.
I santi furono scelti tra quelli più venerati nella città di Treviglio, che appare nell'opera centrale della predella, facendo così da sfondo alla crocifissione del Cristo.
Il critico e storico dell'arte Roberto Longhi curatore della mostra del 1958 nel Palazzo Reale milanese, scrisse sul catalogo: 
(Roberto Longhi - Arte lombarda dai Visconti agli Sforza)